# Publius Antistius
Publius Antistius war ein römischer Politiker, Senator und Anwalt. Der Anhänger Sullas begann den cursus honorum mit dem Volkstribunat im Jahr 88 v. Chr., 86 v. Chr. war er Ädil. Im selben Jahr oder 85 v. Chr. war der bekannte Anwalt Antistius Vorsitzender bei einem Prozess gegen Gnaeus Pompeius Magnus. 82 v. Chr. wurde er von Anhängern des Marius ermordet.